# Lluís Domènech i Girbau
Lluís Domènech i Girbau (Barcelona, 2 de novembre de 1940) és un arquitecte català.

## Biografia
És besnet de l'arquitecte modernista Lluís Domènech i Montaner i quarta generació d'arquitectes en línia directe, amb l'avi que era Pere Domènech i Roura i el pare, Lluís Domènech i Torres. Estudià a l'Escola Tècnica Superior d'Arquitectura de Barcelona (ETSAB), on es titulà l'any 1964. Ha treballat associat amb Roser Amadó i Cercós.
La seva obra se situa entre el racionalisme eclèctic i l'arquitectura avantguardista, amb influència de l'estil internacional, i amb especial èmfasi en valors com el funcionalisme i l'espacialisme.
Juntament amb Roser Amadó, fou autor de la reconversió de l'editorial Montaner i Simón en la Fundació Antoni Tàpies (1986-1990), així com de la nova seu de l'Arxiu de la Corona d'Aragó (1990-1993). També fou dels responsables del projecte del centre històric de Lleida (1981-1984), compost pel Palau de Justícia, l'ascensor de Canyeret, l'escola Cervantes i el parc de Màrius Torres.
Per als Jocs Olímpics de Barcelona de 1992 projectà a la Vila Olímpica del Poblenou l'edifici d'oficines Eurocity 1 (1989-1992), amb un cos quadrat de dues plantes elevat sobre el sòl per una estructura metàl·lica de malla lleugera.
Altres obres seves són: l'edifici d'habitatges del carrer del Rec Comtal, 20, de Barcelona (1982-1985), la seu social de Carburos Metáticos S.A. (1990-1994), la nau d'emmagatzematge d'Honda a Santa Perpètua de Mogoda (1992-1993), una illa de 240 habitatges al centre comercial de La Maquinista (1999-2003), l'Hotel Chic&Basic d'Amsterdam (2006-2007), les reformes a la Casa Semàfor i la Caserna dels Carrabiners al Prat de Llobregat (2006-2009) i el Teatre Núria Espert a Sant Andreu de la Barca (2004-2010).
L'any 2001 fundà el despatx B01 Arquitectes al costat de Roser Amadó, Ramon Domènech, Carles Tallades, Sander Laudy i Laura Pérez.